# GTF2H2
GTF2H2‏ (General transcription factor IIH subunit 2) هوَ بروتين يُشَفر بواسطة جين GTF2H2 في الإنسان.